# Інтерлейкен (Нью-Йорк)
Інтерлейкен (англ. Interlaken) — селище (англ. village) в США, в окрузі Сенека штату Нью-Йорк. Населення — 595 осіб (2020).

## Географія
Інтерлейкен розташований за координатами 42°37′7″ пн. ш. 76°43′29″ зх. д. / 42.61861° пн. ш. 76.72472° зх. д. (42.618478, -76.724677).  За даними Бюро перепису населення США в 2010 році селище мало площу 0,69 км², уся площа — суходіл. В 2017 році площа становила 0,79 км², з яких 0,79 км² — суходіл та 0,00 км² — водойми.

## Демографія
Згідно з переписом 2010 року, у селищі мешкали 602 особи в 243 домогосподарствах у складі 147 родин. Густота населення становила 869 осіб/км².  Було 289 помешкань (417/км²).
Расовий склад населення:
| - 95,2 % — білих - 1,7 % — чорних або афроамериканців - 1,5 % — азіатів - 0,3 % — корінних американців |

До двох чи більше рас належало 1,3 %. Частка іспаномовних становила 0,7 % від усіх жителів.
За віковим діапазоном населення розподілялося таким чином: 22,9 % — особи молодші 18 років, 60,7 % — особи у віці 18—64 років, 16,4 % — особи у віці 65 років та старші. Медіана віку мешканця становила 38,1 року. На 100 осіб жіночої статі у селищі припадало 99,3 чоловіків;  на 100 жінок у віці від 18 років та старших — 95,0 чоловіків також старших 18 років.
Середній дохід на одне домашнє господарство  становив 57 418 доларів США (медіана — 48 958), а середній дохід на одну сім'ю — 67 421 долар (медіана — 65 000). Медіана доходів становила 45 556 доларів для чоловіків та 37 083 долари для жінок. За межею бідності перебувало 19,8 % осіб, у тому числі 33,6 % дітей у віці до 18 років та 13,9 % осіб у віці 65 років та старших.
Цивільне працевлаштоване населення становило 404 особи. Основні галузі зайнятості: освіта, охорона здоров'я та соціальна допомога — 36,1 %, роздрібна торгівля — 14,6 %, виробництво — 8,7 %, мистецтво, розваги та відпочинок — 8,7 %.